# Jan Bosdriesz
Jan Bosdriesz (1941) is een Nederlandse filmeditor die voornamelijk monteerde in de jaren 60 en 70. Hij heeft in de jaren 90 ook een film geregisseerd (De Provincie) en geschreven (De Zondagsjongen). Hij werkte onder anderen samen met Paul Verhoeven die met zijn film Turks Fruit de film maakte die op het Nederlands Film Festival werd uitgeroepen tot Beste Nederlandse Film van de Eeuw.